# Onosma discedens
Onosma discedens är en strävbladig växtart som beskrevs av Heinrich Carl Haussknecht och Joseph Friedrich Nicolaus Bornmüller. Onosma discedens ingår i släktet Onosma och familjen strävbladiga växter. Inga underarter finns listade i Catalogue of Life.